# Eva Háková
Eva Háková (* 8. Juli 1969 in Karlovy Vary, Tschechoslowakei als Eva Burešová) ist eine ehemalige tschechische und zuvor tschechoslowakische Biathletin. Sie nahm an drei Olympischen Winterspielen und sechs Biathlon-Weltmeisterschaften teil.
Eva Háková, verheiratete Sportlehrerin aus Horní Branná, betrieb seit 1988 Biathlon und startete für den SKP Jablonex. Einen ersten Erfolg erreichte sie noch unter ihrem Geburtsnamen Burešová startend bei den Weltmeisterschaften 1989 in Feistritz an der Drau, wo sie an der Seite von Renata Novotná und Jiřina Adamičková die Bronzemedaille mit der Staffel gewann. Mit der Mannschaft, zu der noch Jana Kulhavá gehörte, belegte sie Rang sieben. Seit Beginn der 1990er Jahre gehörte sie noch für die Tschechoslowakei startend zur Weltspitze im Biathlon. So gewann sie bei den Biathlon-Weltmeisterschaften 1992, bei denen der nichtolympische Mannschaftswettkampf ausgetragen wurde, gemeinsam mit Gabriela Suvová, Jana Kulhavá und Jiřina Adamičková die Bronzemedaille hinter den Teams aus Deutschland und der GUS. Auch die Saison 1992/93 begann sportlich erfolgreich. Sie erreichte im ersten Saisonrennen mit Rang zwei hinter Anne Briand in einem Einzel in Pokljuka ihr bestes Ergebnis im Weltcup. Es folgten drei weitere Ergebnisse unter den besten Zehn. Wenig später nahm sie in Borowez an den Biathlon-Weltmeisterschaften 1993 teil und belegte die Plätze sechs im Einzel, 48 im Sprint und mit Kulhavá, Adamičková und Petra Nosková den 12. Platz im Mannschaftswettbewerb. Den größten Erfolg der Karriere erreichte sie im Staffelrennen, bei dem Háková an der Seite von Kulhavá, Adamičková und Iveta Knížková die Goldmedaille gewinnen konnte. In der Gesamtwertung des Weltcups belegte sie Platz elf. In Lillehammer nahm die Tschechin 1994 erstmals an Olympischen Winterspielen teil und wurde 35. des Einzels, Neunte des Sprintrennens und wurde mit Kulhavá, Pelcová (zuvor Adamičková) und Knížková Siebte im Staffelrennen.
Nächstes Großereignis wurden die Biathlon-Weltmeisterschaften 1995 in Antholz. Háková trat in drei Rennen an und wurde 23. des Einzels, Neunte des Sprints und 12 im Staffelrennen. Im Weltcup erreichte sie in der Gesamtwertung Platz 22, nachdem sie in der Vorsaison wie auch in der Folgesaison 21. war. Die Weltmeisterschaften 1996 brachten in Ruhpolding die Plätze 47 im Einzel, 16 im Sprint und Rang sieben sowohl mit der tschechischen Staffel als auch in der Mannschaft. In Ridnaun gewann sie bei den Biathlon-Europameisterschaften 1996 vor Soňa Mihoková und Galina Kuklewa den Titel im Sprint. 1997 konnte sie mit vierten Plätzen in Ruhpolding und Antholz ebenso in die Top Ten laufen wie zum Auftakt der Saison 1997/98 in Lillehammer bei vierten Rängen in zwei Sprint- und einem Verfolgungsrennen. In Nagano startete Háková 1998 zum zweiten Mal bei Olympischen Winterspielen und belegte dort die Plätze 53 im Einzel, 26 im Sprint und mit Kateřina Holubcová, Irena Česneková und Jiřina Pelcová Rang sechs in der Staffel. Im auf dem olympischen Einzel basierenden Weltmeisterschafts-Rennen in der Verfolgung kam ein 27. Platz hinzu. Die Saison 1998/99 war die letzte Saison, in der Háková ihre Leistung in der Weltklasse halten konnte und nochmals 18. der Gesamt-Weltcupwertung wurde. Bei den Weltmeisterschaften der Saison 1999, die wegen wetterbedingten Problemen nicht nur im ursprünglich geplanten Kontiolahti, sondern auch am Holmenkollen in Oslo durchgeführt werden mussten, gelang ihr ein 19. Platz im Einzel, Rang 42 im Sprint und mit Holubcová, Pelcová und Česneková der elfte Rang im Staffelwettbewerb.
2000 startete Háková in Kościelisko bei den Biathlon-Europameisterschaften und lief auf Platz neun im Einzel, 18 im Sprint, 13 in der Verfolgung und gewann mit Holubcová, Jitka Simunková und Česneková hinter der Vertretung der Slowakei die Silbermedaille. Es folgte die letztmalige Teilnahme an Weltmeisterschaften. In Oslo kam die Tschechin auf Platz 28 im Einzel, wurde 48 im Sprint und 46 der Verfolgung und belegte mit der Staffel Rang zehn. Nach der Saison 1999/2000 pausierte Háková bis kurz vor den Olympischen Winterspielen 2002 in Salt Lake City. Erst in Oberhof trat sie wieder nach mehr als einem Jahr Pause international an. Bei den olympischen Wettkämpfen in Soldier Hollow erreichte Háková bei ihren letzten Spielen Rang 35 im Einzel, 34 im Sprint, 25 in der Verfolgung und wurde mit Holubcová, Magda Rezlerová und Česneková Achte im Staffelrennen. Abschluss der Karriere wurden die Biathlon-Europameisterschaften 2002 in Kontiolahti. Nachdem Háková im Einzel nur 17. war, verpasste sie als Viertplatzierte gegen Liv-Kjersti Eikeland um sechs Sekunden eine Medaille im Sprintrennen. Im Verfolgungsrennen verlor sie drei Ränge und wurde Siebte. Auch in der Staffel verpasste sie an der Seite Rezlerovás, Zdeňka Vejnarovás und Česnekovás als Viertplatzierte eine Medaille nur um einen Platz.

## Biathlon-Weltcup-Platzierungen
Die Tabelle zeigt alle Platzierungen (je nach Austragungsjahr einschließlich Olympische Spiele und Weltmeisterschaften).
- 1.–3. Platz: Anzahl der Podiumsplatzierungen
- Top 10: Anzahl der Platzierungen unter den ersten zehn (einschließlich Podium)
- Punkteränge: Anzahl der Platzierungen innerhalb der Punkteränge (einschließlich Podium und Top 10)
- Starts: Anzahl gelaufener Rennen in der jeweiligen Disziplin

| Platzierung                                    | Einzel | Sprint | Verfolgung | Massenstart | Team | Staffel | Gesamt |
| ---------------------------------------------- | ------ | ------ | ---------- | ----------- | ---- | ------- | ------ |
| 1. Platz                                       |        |        |            |             |      | 2       | 2      |
| 2. Platz                                       | 1      |        |            |             |      |         | 1      |
| 3. Platz                                       | 1      |        |            |             | 1    | 2       | 4      |
| Top 10                                         | 3      |        |            | 1           | 2    | 21      | 27     |
| Punkteränge                                    | 19     | 36     | 10         | 2           | 2    | 23      | 92     |
| Starts                                         | 42     | 59     | 20         | 2           | 2    | 23      | 148    |
| Stand: nach Karriereende; Daten nicht komplett |        |        |            |             |      |         |        |